# Софийски санджак
Софийският санджак (на турски: Sofia Sancağı) е административно-териториална единица в Османската империя със седалище град София, паша санджак на Румелийския еялет, просъществувала от 1393 г. до създаването на Княжество България през 1878 г.

## История
Първият санджакбей на Софийския санджак е Балабан бей, по-известен като „покорителя на София“.
С разрастването на Османската империя, центърът на санджака става и седалище на бейлербея на Румелийския еялет. През 1520 г. около 6,1% от общия брой на населението в санджака (25 910 души общо) са мюсюлмани. В края на XVI и през първата половина на XVII век град Ниш с околията си е част от Софийския санджак. В периода 1846 – 1864 г. обаче е обратното, тъй като целият Софийски санджак става част от Нишкия еялет, а от 1864 до 1878 г. Нишкият санджак и Софийският санджак са част от Дунавския вилает. През XVII в. в Софийския санджак има 337 зиаметлии и 174 тимариоти.